# Маймагинский наслег
Маймагинский наслег — сельское поселение в Намском улусе Якутии Российской Федерации.
Административный центр — посёлок Маймага.

## История
Статус и границы сельского поселения установлены Законом Республики Саха (Якутия) от 30 ноября 2004 года N 173-З N 353-III «Об установлении границ и о наделении статусом городского и сельского поселений муниципальных образований Республики Саха (Якутия)».

## Население
| 2011 | 2012 | 2013 | 2014 | 2015 | 2016 | 2017 |
| ---- | ---- | ---- | ---- | ---- | ---- | ---- |
| 143  | →143 | ↘132 | ↘130 | ↗134 | ↗137 | ↘133 |
| 2018 | 2019 | 2020 | 2021 |      |      |      |
| ↗136 | ↘129 | ↗132 | ↗139 |      |      |      |

## Состав сельского поселения
| № | Населённый пункт | Тип населённого пункта          | Население |
| - | ---------------- | ------------------------------- | --------- |
| 1 | Маймага          | посёлок, административный центр | ↗139      |